# تقدير عدد ضحايا عهد يوسف ستالين في الاتحاد السوفيتي

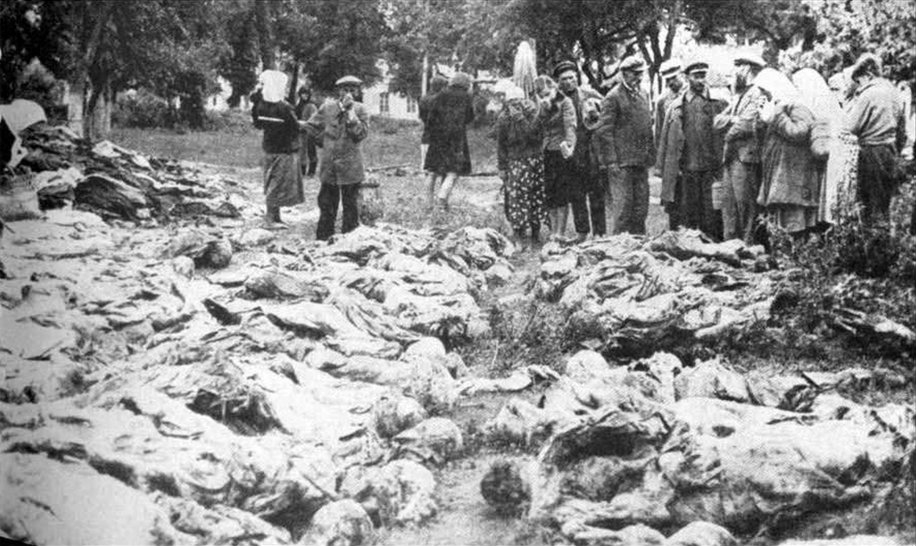
استخراج قبر جماعي لمذبحة فينيتسا.

تختلف تقديرات عدد الوفيات التي تعزى إلى الديكتاتور السوفيتي يوسف ستالين على نطاق واسع. يؤكد بعض العلماء أن حفظ سجلات عمليات إعدام السجناء السياسيين والأقليات العرقية ليس موثوقًا به ولا كاملاً، يرى آخرون أن المواد الأرشيفية تحتوي على بيانات لا يمكن دحضها تفوق بكثير المصادر التي استخدمت قبل عام 1991، مثل بيانات من المهاجرين وغيرهم من المخبرين.
قبل سقوط الاتحاد السوفيتي وكشف المحفوظات، قدّر بعض المؤرخين أن أعداد من قُتلوا على يد نظام ستالين كانت 20 مليون أو أكثر. بعد سقوط الاتحاد السوفيتي، أصبحت الأدلة من الأرشيف السوفيتي متاحة أيضًا، وتحتوي على سجلات رسمية لـ 799455 عملية إعدام (1921-1953)، حوالي 1.7 مليون حالة وفاة في معسكرات الغولاغ، حوالي 390,000 وفاة خلال إعادة التوطين القسري للكولاك وما يصل إلى 400,000 حالة وفاة بين الأشخاص المرحلين قسريا إلى مستوطنات في الاتحاد السوفيتي خلال الأربعينيات - ويصل المجموع إلى نحو 3.3 مليون ضحية مسجلة رسميا في هذه الفئات. أيضا يتم شمل وفاة ما لا يقل عن 5.5 إلى 6.5 مليون شخص في مجاعة 1932-1933 في بعض الأحيان -ولكن ليس دائما- ضمن ضحايا عصر ستالين.

## إجمالي عدد الضحايا
في عام 2011، يؤكد المؤرخ تيموثي سنايدر، بعد تقييمه ل 20 عامًا من البحث التاريخي في محفوظات أوروبا الشرقية، أن ستالين قتل عمداً حوالي 6 ملايين (يرتفع العدد إلى 9 ملايين في حالة أخذ الوفيات الناتجة عن سياساته في الحسبان)
يشير نشر التقارير السرية من المحفوظات السوفيتية في التسعينيات إلى أن ضحايا القمع في عهد ستالين كانوا حوالي 9 ملايين شخص. يزعم بعض المؤرخين أن عدد القتلى كان حوالي 20 مليونًا بناءً على تحليلهم الديموغرافي ومن المعلومات المؤرخة التي نُشرت قبل نشر التقارير من المحفوظات السوفيتية. أشار المؤرخ الأمريكي ريتشارد بايبس: "كشفت التعدادات أنه بين عامي 1932 و1939 - أي بعد تطبيق العقيدة الجماعية ولكن قبل الحرب العالمية الثانية - انخفض عدد السكان بمقدار 9 إلى 10 ملايين شخص. في أحدث طبعة من كتاب The Great Terror (2007)، يذكر روبرت كونكويست أنه في حين أن العدد الدقيق قد لا يكون معروفا على وجه اليقين، إلا أنه يقدر أن 15 مليون شخص على الاقل قتلوا "بسبب جميع أهوال النظام السوفيتي". قال رودولف روميل في عام 2006 أن تقديرات إجمالي الضحايا الأعلى السابقة صحيحة، على الرغم من أنه يشمل في أرقامه أولئك الذين قتلوا من قبل حكومة الاتحاد السوفيتي في بلدان أوروبا الشرقية الأخرى أيضًا. اقترح سيمون سيباج مونتيفيوري في عام 2003 أن ستالين كان مسؤولاً عن مقتل 20 مليون شخص على الأقل. على الجانب الآخر، يرى كل من جيتي، ستيفن ج. ويتكروفت وآخرون أن ظهور المحفوظات السوفيتية قد أثبت التقديرات المنخفضة التي وضعها العلماء "التعديليون".
تعتمد بعض هذه التقديرات جزئياً على الخسائر الديموغرافية. أوضح كونكويست كيف وصل إلى تقديره: «أقترح حوالي أحد عشر مليونًا بحلول بداية عام 1937، ونحو ثلاثة ملايين خلال الفترة 1937-1938، مما يجعل الإجمالي أربعة عشر مليونًا. يتم استخلاص تقدير 11 مليون شخص من النقص السكاني الموضح في الإحصاء في يناير 1937، بين خمسة عشر إلى ستة عشر مليونًا، وذلك عن طريق وضع افتراضات معقولة حول كيفية تقسيم هذا بين حالات الولادة والوفيات».
يعتقد بعض المؤرخين أيضًا أن الأرقام الأرشيفية الرسمية التي سجلت من قبل السلطات السوفيتية غير موثوقة وغير كاملة. بالإضافة إلى الإخفاقات المتعلقة بالتسجيلات الشاملة، كمثال إضافي، يقول المؤرخ الكندي روبرت جلاتلي والمؤرخ البريطاني سيمون صباغ مونتيفيوري إن العديد من المشتبه بهم الذين تعرضوا للضرب والتعذيب حتى الموت أثناء وجودهم في «حجز التحقيق» لم يتم احتسابهم بين المعدمين. على الجانب الآخر، يؤكد المؤرخ الأسترالي ستيفن ج. ويتكروفت أنه قبل ظهور الأرشيفات وافتتاحها للبحث التاريخي، «كان فهمنا لمدى وطبيعة القمع السوفيتي سيئًا للغاية» وأن بعض المتخصصين الذين يرغبون في الاحتفاظ بتأييدهم للتقديرات العالية السابقة لعدد قتلى ستالين «يجدون صعوبة في التكيف مع الظروف الجديدة عندما أصبحت الأرشيفات مفتوحة وعندما يكون هناك الكثير من البيانات التي لا يمكن دحضها» وبدلاً من ذلك «يتمسكون بأساليبهم السوفيتية القديمة بجعل الحسابات مبنية على بيانات غريبة من المهاجرين وغيرهم من المخبرين الذين يفترضون أن يكون لديهم معرفة فائقة».